# 娜丁·维瑟
娜丁·维瑟（荷蘭語：Nadine Visser，1995年2月9日—）是一名荷兰女子田径运动员。她原本专长于七项全能，但最终转项至短距离跨栏项目（室内60米跨栏和室外100米跨栏）。维瑟是2017年欧洲田径U23锦标赛100米栏冠军，和2019年欧洲田径室内锦标赛60米栏冠军。